# Frans Uyttenhove
Frans Uyttenhove (Gent, 7 februari 1874 - 22 december 1923) was een Belgisch componist, organist, violist en leraar.

## Levensloop
Uyttenhove studeerde notenleer, viool, harmonie, contrapunt en compositie aan het Conservatorium van Gent. Orgel en piano leerde hij door zelfstudie.
Hij verwierf een uitstekende reputatie als pianist en organist, in het bijzonder als improvisator.  In 1894 werd hij organist van de Sint-Jacobskerk in Gent. Hij werd ook organist bij de jezuïeten en speelde op het orgel in het stadhuis.
Met zijn elf kinderen moest Uyttenhove hard werken om zijn gezin te onderhouden. Daarom nam hij veel gelegenheidsopdrachten aan en trad hij regelmatig op als begeleider in de opera en als pianist in bioscopen. Hij gaf ook muziekles bij de Broeders van de Christelijke Scholen en leidde het koor van de Rederijkerskamer Marien-Theeren. Dit alles belette niet dat hij een productief componist was.

## Composities
- Mis, driestemmig, bekroond door het Gentse Huis Moermans, 1891
- Ave Maris Stella, voor a-capellamannenkoor
- Het lijden van Kristus, drama, 1896
- Aan de Leie, symfonisch gedicht voor viool en orkest
- Marche triomphale, voor de 75ste verjaardag van de Belgische onafhankelijkheid
- Gerda, muzikaal sprookje in één bedrijf
- Walda, lyrisch drama
- Marieken van Nijmegen, zangspel in drie bedrijven
- Contemplation, voor viool en orkest
- L'Enéïde, symfonische ouverture
- Stabat Mater, cantate geschreven als plichtwerk voor een koorwedstrijd van de Melomanen
- Oostacker-cantate
- Heel wat liederen, waaronder Moederke alleen, bekend lied op tekst van R. Declercq